# Oxenstierna
Gli Oxenstierna è un'antica casata svedese originaria della regione dello Småland nella Svezia meridionale, le cui origini possono farsi risalire fino al XIV secolo. Gli Oxenstierna ebbero vasti possedimenti nelle regioni storiche dello Södermanland e dell'Uppland, dei quali goderono per tutto il medioevo ed il rinascimento. Nel XV secolo la casata detenne il titolo della reggenza di Svezia durante il periodo turbolento della cosiddetta Unione di Kalmar. La famiglia iniziò ad adottare il nome nobiliare a partire verso la fine del XVI secolo, mentre gli esponenti della casata che precedono questo periodo si videro assegnare il nome della casata da storici successivi. 
Diversi sono stati gli esponenti della casata ad assurgere a cariche importanti, primo fra tutti il Lord Cancelliere Axel Oxenstierna, un personaggio molto potente durante l'epoca dell'Impero svedese del XVII secolo.